# Alberto Massimino
Alberto Massimino (* 1895 in Turin; † 1975 in Modena) war ein italienischer Automobil- und Motorenkonstrukteur.

## Karriere
Alberto Massimino studierte nach dem Ersten Weltkrieg Maschinenbau in der Schweiz. 1924 kam er zu Fiat, wo er  Nachfolger von Vittorio Jano wurde, der zu Alfa Romeo abgewandert war. Nach einem kurzen Intermezzo bei Alfa Romeo und den Stabilimenti Farina kam der Turiner 1939 zur Scuderia Ferrari. Vorerst war Massimino  für die Wartung der Rennfahrzeuge zuständig und arbeitete zusammen mit Gioacchino Colombo an der Alfetta. Als Enzo Ferrari 1938 begann, eigene Rennfahrzeuge herzustellen, konstruierte Massimino den ersten Ferrari-Rennwagen der Geschichte, den Typ 815, der bei der Mille Miglia 1940 erstmals eingesetzt wurde. 
Nach seinem Weggang von Ferrari baute er für Maserati wichtige Rennfahrzeuge wie den Maserati 4CLT und den Maserati 250F sowie den Maserati A6, den ersten Straßensportwagen des Unternehmens. Massimino kehrte in den 1950er-Jahren zu Ferrari zurück und arbeitete bis zu seinem Ruhestand noch für Stanguellini, De Tomaso (Tipo 801), Moretti und die Scuderia Serenissima.